# Kaldrananeshreppur
Kaldrananeshreppur – gmina w północno-zachodniej Islandii, we wschodniej części regionu Vestfirðir, nad zatoką Húnaflói (w tym fiordami Steingrímsfjörður i Bjarnarfjörður). Bardzo słabo zaludniona - na początku 2018 roku zamieszkiwało ją 109 osób (2018), z czego blisko 3/4 w głównej miejscowości gminy Drangsnes (77 mieszk., 2018). 

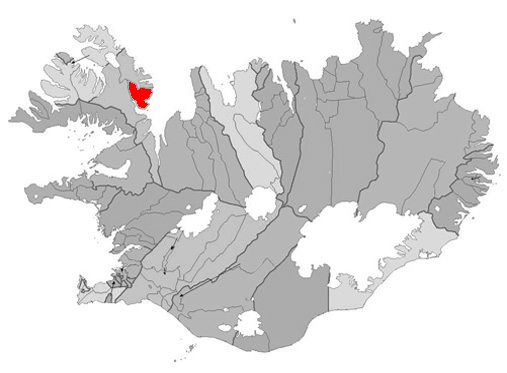
Położenie gminy Kaldrananeshreppur na mapie administracyjnej Islandii